# ミュージカル映画
ミュージカル映画（、英: Musical film）は、映画のジャンルの一つで、物語に混在して俳優が歌を歌う形式を指す。一般的に歌によって筋を発展させたり、映画上の配役を特徴付けたりする。ミュージカル映画のサブジャンルはミュージカルコメディであり、通常の音楽、ダンス、筋書きに加えて、強いユーモアの要素を持つ。

## 歴史

### 1927～1930年代
ミュージカル映画は、1920年代にトーキーが発明され、映画に音楽をあわせることが可能となったことを期に出現した。長編映画として最初のトーキーとされるアル・ジョルスン主演の『ジャズ・シンガー』(1927) からして、音楽映画である。当初は舞台作品をそのまま映画にしたものが多く、ストーリーそのものが無いレビュー短編なども多く作られた。
しかしトーキー当初は歌もダンスも未熟な役者が多く駆り出され、粗製濫造の感もあった。そのような中で人気を集めたのは、洗練された魅力を持った欧州風オペレッタ映画であり、ハリウッドでもドイツ出身のエルンスト・ルビッチら欧州の人材が活躍した。
世界恐慌によってブロードウェイも不況に巻き込まれた1930年代前半、ダンサーとして一流の人材が仕事を求めてハリウッドに流れこみ、1933年の『四十二番街』を皮切りに本格的なミュージカル映画の土台が形作られることになった。
ダンサーのフレッド・アステアはRKOの女優ジンジャー・ロジャースとコンビを組み、一連のヒット作でテクニカルかつロマンティックなダンスシークエンスを披露して人々の喝采を浴び、世界的な人気者となった。このアステア＆ロジャースのコンビは、息のあった男女のダンサーの代名詞として現在でも使われることがある。
他にも、天才的な振付師であるバスビー・バークレイは、映画ならではの演出・特撮・カット割りを駆使し、ミュージカル映画に舞台とは違う独自の発達をもたらした。具体的には、ダンサー達をその真上からカメラで見下ろし、その隊列で万華鏡のような映像を造り出す、いわゆるバークレー・ショットの創造がある。
そんな中、映画会社のメトロ・ゴールドウィン・メイヤー（MGM）社は、ミュージカル映画の活況に即座に対応し、1929年に公開された『ブロードウェイ・メロディー』をシリーズ化することを明確にし、1935年に『踊るブロードウェイ』1937年に『踊る不夜城』、1940年に『踊るニュウ・ヨーク』をそれぞれ制作した。もう一方のパラマウント映画社は、『ラジオは笑う』（1933年）の続編である『1936年の大放送』（1935年）、『1937年の大放送』（1936年）、『百万弗大放送』（1937年）をそれぞれ公開した。
そうして形作られた人気を背景に、30年代末期以降のミュージカル映画はテクニカラーの導入、高品質の録音再生システムの導入など、技術革新の恩恵をいち早く受ける分野ともなった。
この黎明期をはじめ20世紀前半のミュージカル映画のストーリーは、突然歌い踊りはじめても違和感の少ない歌手やダンサー、ミュージカルスターを登場人物にして、その舞台裏や私生活を描いたものがもっぱらであり、それらは後に舞台裏ミュージカルと呼ばれる伝統的ジャンルとなる。

### 1940～1950年代中頃
1940～1950年代はスター・システムによるミュージカル映画の最盛期で、特にメトロ・ゴールドウィン・メイヤー社は、ジュディ・ガーランドやジーン・ケリー、前述のフレッド・アステアなど数多くの優れたミュージカル俳優の出演する、豪奢な作品群で一世を風靡した。他社も20世紀フォックスはベティ・グレイブル、パラマウント映画はビング・クロスビー、コロムビア映画はリタ・ヘイワースといった看板スターを擁したものの「星の数よりも多い」と謳われるMGMの圧倒的な質量にはかなわなかった。
『巴里のアメリカ人』と『恋の手ほどき』ではアカデミー作品賞を受賞し、芸術的にも評価が高かったMGMミュージカルは、この時代の娯楽映画の代名詞と言っても過言ではなく、他にも『踊る大紐育』『錨を上げて』『私を野球につれてって』『雨に唄えば』『バンド・ワゴン』『イースター・パレード』『オズの魔法使』『若草の頃』といった数々の名作を後世に残している。またこの時期はいわゆるティン・パン・アレーの作詞家・作曲家が最後の輝きを見せた時期でもあり、現在までスタンダード・ナンバーとして愛唱されるミュージカル映画の曲も数多い。
1940年代のアメリカ合衆国でサウンディーズと呼ばれるジュークボックス映画が作られていた。レストランやナイトクラブ等に置かれたパノラムと呼ばれる専用装置にコインを投入すると、デューク・エリントンら人気ジャズマンの登場する約3分間の短篇音楽映画を楽しむことができた。テレビの登場により一時的な流行で終わるが、サウンディーズ向けに作られたフィルムは、当時のミュージシャンの姿を今に伝える貴重な映像資料となっている。

### 1950年代中頃～1960年代
40年代半ばにブロードウェイで公開された『オクラホマ!』は、脚本を練ったドラマティックなストーリーでブロードウェイ・ミュージカルに革命をもたらしたが、その流れは50年代になって映画にも流れ込んだ。以後、ジョージ・キューカー監督の『スタア誕生』（1954年）や、ロジャース&ハマースタインの作品に代表されるストーリー重視のミュージカルが主流を担うようになり、それまでのMGMが得意としていた歌や踊りなど個人芸重視の舞台裏ミュージカル、スター・システムの映画は影を潜めるようになった。
このストーリー重視の新しい流れのミュージカルには、物語と音楽を高度に結びつける困難な作業とセンスが必要であるため、映画製作者達は元々完成度の高いブロードウェイ・ミュージカルに題材を求めるようになり、以後映画オリジナルのシネ・ミュージカルは製作頻度が激減することになった。
時を同じくしてシネマスコープの導入にともない映画は大型化。たださえ制作費が多額なミュージカル映画は、それに見合った収益が見込める超大作志向に活路を見出す。それが花開いたのが60年代であり、『サウンド・オブ・ミュージック』をはじめ『メリー・ポピンズ』『マイ・フェア・レディ』など現在でもスタンダードとなっている大作名画が、ハリウッド各社、あるいはフランスやイギリスなど各国からも誕生。ミュージカル映画は最大の黄金期を迎える。
また舞台の世界と同様、『ウエスト・サイド物語』以降には社会性を強く打ち出した作品が出現し、高く評価されるようになった。但しそれは同時にそれまでハリウッド・ミュージカルが標榜していた「夢の世界」を色褪せた物とさせる諸刃の剣であり、現在からすれば評価の分かれる所である。

### 1970年代～1980年代
1960年代の終り頃には、肥大化したミュージカル映画は超大作の商業的失敗が相次ぐようになり一気に退潮。台頭してきたアメリカン・ニューシネマやSFX映画に娯楽映画の主流を譲ることになり、以後30年近くにわたって主流から外れたままの存在となる。特に題材と人材の発掘場であるブロードウェイの低調が大きく影響し、俳優・監督・その他スタッフに人を得られなくなり、質的に優れた作品は散発的に作られるのみとなった。
そうしたメインストリームの退潮の一方、エルヴィス・プレスリーやビートルズなど特定の人気ミュージシャンをフィーチャーしたジュークボックス・ミュージカルと呼ばれる小規模なミュージカル映画が1950年代半ばから作られ始め、サントラとの相乗効果でヒットを挙げるなどしていた。この路線が'70～80年代になって、特定歌手にこだわらず若者向けのキャッチーな曲をサントラに満載し、ポップス市場と強く結びついた映画を作る動きとなった。殊更に『アメリカン・グラフィティ』『サタデー・ナイト・フィーバー』らの大ヒットを手本とするもので、批評家らに高く評価される事はなかったものの、その後のミュージック・ビデオ時代の礎ともなり、また『ロッキー4』などミュージカル以外の映画の造り方にも影響を与えた。

### 1990年代～
1990年代に入ると『美女と野獣』をはじめとするディズニーのアニメミュージカル映画が、大人にも受け入れられて大ヒットを記録。それを嚆矢として2000年代に入った近年、実写の本格ミュージカル映画もブロードウェイのヒット作を映画化する形で復調を見せるようになった。2003年には『シカゴ』がミュージカル映画としては34年ぶりとなるアカデミー作品賞を受賞。その後「RENT/レント」（2005年）「プロデューサーズ」（2005年）「ヘアスプレー 」（2007年）「マンマ・ミーア!」（2008年）など、ブロードウェイミュージカルが次々と映画化されるようになった。
ミュージカル映画では劇中で披露される歌は事前にスタジオで録音した曲を撮影現場で再生し、役者は口パクで演じるという方法が多いが、「レ・ミゼラブル」では、歌唱はすべてその場で撮影しながら録音したものである。現場ではピアノの生伴奏を役者にイヤホンで聞かせながら撮影した（ピアノの音はリズムのためであり、後にオーケストラのサウンドに変えられているものもある）。

一方ボリウッドを中心として映画製作が年間800本行なわれているインドにおいては、その作品の大多数にミュージカル要素が組み込まれている。製作本数から鑑みてミュージカル映画の本場はインドであるとする見方もある程だが、ただしその作風はアクション映画など他のジャンルの要素まで雑多に詰め込んだ独特のものである。これらの映画も1990年代以降、ラジニカーント主演『ムトゥ 踊るマハラジャ』など一部の人気映画が海外進出をするようになった。

## 日本のミュージカル映画
日本の最初のトーキーである『マダムと女房』も、ハリウッドのそれと同様にミュージカルの要素が強い作品である。
日本のミュージカル映画の特徴として挙げられるのが、七五調を違和感なく使える時代劇との相性の良さであり、戦前の危機的な世相の中作られた名作『鴛鴦歌合戦』をはじめ、エノケンこと榎本健一や美空ひばりといったスターの主演する時代劇ミュージカルが戦中から昭和30年代にかけてヒットを飛ばしている。『狸御殿』シリーズも戦中戦後にかけて映画会社をまたがって幾作も作られ、2005年にも最新作『オペレッタ狸御殿』が作られる、息の長いシリーズとなった。
一方時代劇以外の分野では『素晴らしき男性』『アスファルト・ガール』などハリウッドに範をとった野心的ミュージカル大作も作られてはいたものの、それらは観客の失笑を買う結果となった。フランキー堺主演の『君も出世ができる』は批評的には数少ない成功例として挙げられるが、それすら興行的には失敗する有様であった。現代劇におけるミュージカルは、もっぱらその当時の流行歌を主題とした歌謡映画として、あるいは加山雄三やクレイジー・キャッツらが主演するコメディ映画のワンシークエンスとして、といった形で観客に受け入れられていた。
現在、ブロードウェイの翻訳作品が強い舞台の世界と同様、日本の映画界においてもオリジナルのミュージカル作品が作られることは稀(「嫌われ松子の一生」など)で、時折製作されても幼年層を対象にしていることが多く、一般層に受け入れられにくいことは否めない。
最近では「SKIPシティ国際Dシネマ映画祭 2012」の短編部門において、角川裕明監督のミュージカル作品『ユメのおと』が最優秀作品賞を受賞。日本に和製ミュージカル映画を根付かせるという目的で「Japanese Musical Cinema」という団体を立ち上げている。翌年の2013年には、埼玉県×松竹共同製作のオムニバス映画『埼玉家族』の中の一作品として、鶴見辰吾主演／角川裕明監督によるミュージカル作品『父親輪舞曲（ちちおやロンド）』が劇場公開された。
2014年公開の周防正行監督『舞妓はレディ』（タイトルは「マイ・フェア・レディ」のパロディ）は、オーディションで抜擢された主役の上白石萌音が、スターへの階段を上るきっかけを作った。
2021年に公開の『すくってごらん』では、ミュージカルをベースとしながらもダンスシーンを排除し、歌唱力の高い俳優陣を起用。日本人が観ても気恥ずかしさを感じないことを意図した作品となった（ジャンルとしては“新感覚ポップエンターテインメント”を謳っていた）。　

## 代表的なミュージカル映画の一覧
（舞台作品の映画化は「stage = S」で示す。括弧内は舞台の初演年度）
代表的なミュージカル映画の基準は以下のものです。
1. アメリカン・フィルム・インスティチュートがミュージカル映画ベストに選出した25作品
2. アカデミー作品賞受賞作品
3. 世界三大映画祭の最高賞受賞作品

### 1920年代
- ブロードウェイ・メロディー (1929)　　アカデミー作品賞

### 1930年代
- 四十二番街 (1933)　　アメリカン・フィルム・インスティチュート選出ミュージカル第13位
- トップ・ハット (1935)　　アメリカン・フィルム・インスティチュート選出ミュージカル第15位
- ショウボート (1936) S (1927)　　アメリカン・フィルム・インスティチュート選出ミュージカル第24位
- 巨星ジーグフェルド (1936)　　アカデミー作品賞
- オズの魔法使 (1939)　　アメリカン・フィルム・インスティチュート選出ミュージカル第3位

### 1940年代
- ヤンキー・ドゥードゥル・ダンディ (1942)　　アメリカン・フィルム・インスティチュート選出ミュージカル第18位
- 若草の頃 (1944)　　アメリカン・フィルム・インスティチュート選出ミュージカル第10位
- 踊る大紐育 (1949) S (1944)　　アメリカン・フィルム・インスティチュート選出ミュージカル第19位
- イースター・パレード (1948)

### 1950年代
- 巴里のアメリカ人 (1951)　　アメリカン・フィルム・インスティチュート選出ミュージカル第9位　アカデミー作品賞
- 雨に唄えば (1952)　　アメリカン・フィルム・インスティチュート選出ミュージカル第1位
- バンド・ワゴン (1953)　　アメリカン・フィルム・インスティチュート選出ミュージカル第17位
- ホワイト・クリスマス（1954）
- 掠奪された七人の花嫁 (1954)　　アメリカン・フィルム・インスティチュート選出ミュージカル第21位
- スタア誕生 (1954)　　アメリカン・フィルム・インスティチュート選出ミュージカル第7位
- 野郎どもと女たち (1955) S (1950)　　アメリカン・フィルム・インスティチュート選出ミュージカル第23位
- 王様と私 (1956) S (1951)　　アメリカン・フィルム・インスティチュート選出ミュージカル第11位
- 恋の手ほどき (1958)　　アカデミー作品賞

### 1960年代
- ウエスト・サイド物語 (1961) S (1957)　　アメリカン・フィルム・インスティチュート選出ミュージカル第2位　アカデミー作品賞
- シェルブールの雨傘 (1964)　　パルム・ドール
- マイ・フェア・レディ (1964) S (1956)　　アメリカン・フィルム・インスティチュート選出ミュージカル第8位　アカデミー作品賞
- メリー・ポピンズ (1964)　　アメリカン・フィルム・インスティチュート選出ミュージカル第6位
- サウンド・オブ・ミュージック (1965) S (1959)　　アメリカン・フィルム・インスティチュート選出ミュージカル第4位　アカデミー作品賞
- オリバー! (1968) S (1960)　　アカデミー作品賞
- ファニー・ガール (1968)　　アメリカン・フィルム・インスティチュート選出ミュージカル第16位

### 1970年代
- キャバレー (1972) S (1966)　　アメリカン・フィルム・インスティチュート選出ミュージカル第5位
- グリース (1978)　　アメリカン・フィルム・インスティチュート選出ミュージカル第20位
- オール・ザット・ジャズ (1979)　　アメリカン・フィルム・インスティチュート選出ミュージカル第14位  パルム・ドール

### 1990年代
- 美女と野獣 (1991)　　アメリカン・フィルム・インスティチュート選出ミュージカル第22位

### 2000年代
- ダンサー・イン・ザ・ダーク Dancer in the Dark (2000)　　パルム・ドール
- ムーラン・ルージュ Moulin Rouge! (2001)　　アメリカン・フィルム・インスティチュート選出ミュージカル第25位
- シカゴ Chicago (2002) S (1975)　　アメリカン・フィルム・インスティチュート選出ミュージカル第12位　アカデミー作品賞

### 2010年代
- レ・ミゼラブル（2012年）Les Miserables   アカデミー作品賞ノミネート
- ラ・ラ・ランド（2016年）La La Land   アカデミー作品賞ノミネート